# Église Notre-Dame-du-Rosaire de Rome
L'église Notre-Dame-du-Rosaire (en italien : chiesa Madonna del Rosario) est une église de Rome, située dans le quartier Della Vittoria, via Trionfale sur le Monte Mario.

## Histoire
L'église a été construite en 1628 par l'humaniste romain Giovanni Vittorio de Rossi dans la vigne de sa propriété au sommet du Monte Mario. En 1651, elle a été agrandie par les frères du monastère de Sant'Onofrio, qui en étaient devenus propriétaires. Abandonnée pendant une certaine période au début du XVIIIe siècle, elle fut de nouveau restaurée et agrandie en 1726, par l'architecte Filippo Raguzzini, qui a renouvelé la façade et l'intérieur. Après la ruine et l'abandon, dues aux armées de Napoléon, l'église a été restaurée par Grégoire XVI, qui a ajouté le double escalier d'accès. Paroisse de 1828 à 1904, depuis 1931 le couvent annexe abrite une communauté de sœurs dominicaines.

## Description
À l'extérieur, une double volée de marches mène à l'entrée. Sur la façade se trouve une plaque rappelant la présence dans le couvent entre 1862 et 1866 du compositeur Franz Liszt. L'église est surmontée d'un dôme et flanquée d'un petit campanile.
Dans le maître-autel, on trouve la statue de Notre-Dame du Rosaire. Parmi les œuvres conservées dans l'église, il y a :
- une Vierge à l'Enfant, peinture d'Antoniazzo Romano du XVe siècle ;
- une toile représentant Saint Dominique et Sainte Catherine de Sienne de Michelangelo Cerruti ;
- une icône byzantine des VIIe et VIIIe siècles, appelée la Madonna di San Luca, attribuée, selon la tradition, à l'évangéliste saint Luc.

Dans le monastère est conservée la main gauche de sainte Catherine de Sienne.